# Supercoppa greca 2004 (pallavolo)
La Supercoppa greca 2004 si è svolta il 22 ottobre 2004: al torneo hanno partecipato due squadre di club greche e la vittoria finale è andata per la prima volta all'Īraklīs Salonicco.

## Regolamento
Le squadre hanno disputato una gara unica.

## Squadre partecipanti
| Squadra           | Qualificazione                     |
| ----------------- | ---------------------------------- |
| Īraklīs Salonicco | Vincitrice Coppa di Grecia 2003-04 |
| Panathīnaïkos     | Vincitrice A1 Ethnikī 2003-04      |

## Torneo
| 22 ottobre 2004 Kleioto Neapolīs, Larissa Durata: ? - Spettatori: ? | Panathīnaïkos | 1 - 3 | Īraklīs Salonicco | 24-26, 14-25, 25-18, 20-25 |